# بدر المهنا
بدر المهنا (بالإنجليزية: Bader Al-Muhana)‏ ولد في 15 نوفمبر 1988 في الرياض، هو سباح سعودي متخصص في سباحة الفراشة. مثل المهنا المملكة العربية السعودية في دورة الألعاب الأولمبية الصيفية لعام 2008 في بكين، في حدث 100 متر فراشة للرجال والذي هيمن عليه السباح الأمريكي مايكل فيلبس.

## روابط خارجية
- بدر المهنا على موقع أوليمبيديا (الإنجليزية)